# Региональное соглашение по роумингу
Региональное соглашение по роумингу (официально Соглашение о снижении цен на услуги роуминга в общедоступных сетях мобильной связи в Западно-Балканском регионе) регулирует отмену взимания платы за роуминг в государствах западной части Балканского полуострова: Албании, Боснии и Герцеговине, Северной Македонии, Черногории, Сербии и частично признанной Республики Косово.

## История
14 декабря 2018 года в рамках организованного Советом регионального сотрудничества в Брюсселе заседания представителями стран Западных Балкан обсуждалась разработка нового регионального соглашения о роуминге.
В ходе Цифрового саммита Западных Балкан, прошедшего в Белграде 4 апреля 2019 года, министры связи стран региона подписали соглашение о поэтапном устранении на своих территориях всех расходов на роуминг. Оно вступило в силу 1 июля 2019 года, что в дальнейшем позволило значительно снизить плату за роуминг: согласно подписанным договорённостям каждые полгода происходило снижение тарифов, а с 1 июля 2021 года роуминг и вовсе был отменён (по аналогии с концепцией «Путешествуй как дома» в рамках Европейской экономической зоны). Таким образом, в настоящее время стоимость звонков, SMS и передачи данных в роуминге в Западно-Балканском регионе соответствует цене за пользование абонентами услугами в их домашних сетях.
6 октября 2021 года по итогам регионального саммита была принята Брдоская декларация, в рамках которой страны приветствовали создание дорожной карты, которая обеспечила бы необходимые условия для снижения стоимости услуг роуминга между Евросоюзом и Западными Балканами.

## Распространение
Региональное соглашение по роумингу в настоящее время распространяется на страны Западных Балкан:
- Албания
- Босния и Герцеговина
- Республика Косово[a]
- Северная Македония
- Сербия
- Черногория

18 февраля 2019 года в Скопье генеральный секретарь Совета регионального сотрудничества Майлинда Брегу и Европейский комиссар по цифровой экономике и обществу Мария Габриэль обсудили возможность заключения нового регионального соглашения о роуминге для Западных Балкан. Габриэль подтвердила, что, как только балканские страны достигнут его, Евросоюз будет готов к снижению тарифов за роуминг между регионами.

## Комментарии
1. 1 2 3  Политический статус Косова является предметом споров. Согласно административному делению Сербии, Косово входит в её состав как Автономный край Косово и Метохия. Фактически Косово является частично признанным государством, территория которого Сербией не контролируется.